# Districtul Wang Noi
Wang Noi (în thailandeză วังน้อย) este un district (Amphoe) din provincia Ayutthaya, Thailanda, cu o populație de 64.130 de locuitori și o suprafață de 219,2 km².

## Componență
Districtul este subdivizat în 10 subdistricte (tambon), care sunt subdivizate în 68 de sate (muban).
| Nr. | Nume        | În thailandeză | Pop.   |
| --- | ----------- | -------------- | ------ |
| 1.  | Lam Ta Sao  | ลำตาเสา        | 14,365 |
| 2.  | Bo Ta Lo    | บ่อตาโล่         | 6,314  |
| 3.  | Wang Noi    | วังน้อย          | 4,718  |
| 4.  | Lam Sai     | ลำไทร          | 9,196  |
| 5.  | Sanap Thuep | สนับทึบ          | 4,085  |
| 6.  | Phayom      | พยอม           | 11,434 |
| 7.  | Han Taphao  | หันตะเภา        | 3,123  |
| 8.  | Wang Chula  | วังจุฬา          | 3,478  |
| 9.  | Khao Ngam   | ข้าวงาม         | 2,300  |
| 10. | Chamaep     | ชะแมบ          | 5,117  |